# Testaankoop (tijdschrift)
Testaankoop is een Belgisch maandblad dat uitgegeven wordt door consumentenorganisatie Testaankoop. 
Het blad verschijnt in beide landstalen en draagt in Wallonië de titel Testachats.
Het blad brengt een mix van test en onderzoeken over consumentenproducten en tips om te besparen zonder kwaliteitsverlies.